# Gerrit Elser
Gerrit Elser (* 28. März 1970) ist ein deutscher parteiloser Politiker. Von 2009 bis 2017 war er Oberbürgermeister von Giengen an der Brenz. Zuvor war er von 1999 bis 2009 Bürgermeister von Sonnenbühl.

## Leben
Elser absolvierte 1990 das Abitur am Friedrich-Schiller-Gymnasium Pfullingen. Anschließend leistete er Zivildienst in der Betreuung von schwerstmehrfachbehinderten Menschen in der KBF Mössingen. Daraufhin studierte er Rechtswissenschaft an der Albert-Ludwigs-Universität Freiburg und der Eberhard Karls Universität Tübingen. Das erste Staatsexamen legte er an der Universität in Tübingen ab, das zweite Staatsexamen am Landgericht Tübingen. Nach seinen Amtszeiten als Bürgermeister und Oberbürgermeister in Sonnenbühl und Giengen an der Brenz war er von 2017 bis 2018 Geschäftsführer der SOWITEC group GmbH. Von 2021 bis 2022 war er Pandemiebeauftragter und Organisator der Impfkampagne des Landkreises Reutlingen.
Elser ist evangelisch, verheiratet und hat drei Kinder.

## Politik
Ab 1999 war Elser Bürgermeister von Sonnenbühl. 2007 wurde er für eine zweite Amtszeit wiedergewählt. Am 12. Juli 2009 wurde er mit 51,2 Prozent der Stimmen zum Oberbürgermeister von Giengen an der Brenz gewählt. Er setzte sich hierbei gegen Amtsinhaber Clemens Stahl durch. Bei der Oberbürgermeisterwahl 2017 trat Elser nicht wieder an. Ihm folgte Dieter Henle nach.
Elser trat bei der Oberbürgermeisterwahl in Weingarten am 3. April 2022 an. Er erhielt jedoch lediglich 17,9 Prozent der Stimmen und unterlag damit Clemens Moll (CDU), der 62,5 Prozent der Stimmen auf sich vereinen konnte.